# Qin Qiang
Qin Qiang (chinesisch 秦强, Pinyin Qín Qiáng; * 18. April 1983 in Binzhou) ist ein ehemaliger chinesischer Leichtathlet, der sich auf den Speerwurf spezialisiert hat.

## Sportliche Laufbahn
Erste internationale Erfahrungen sammelte Qin Qiang im Jahr 2002, als er bei den Juniorenweltmeisterschaften in Kingston mit einer Weite von 72,29 m den sechsten Platz belegte, wie auch bei den anschließenden Juniorenasienmeisterschaften in Bangkok mit 68,82 m. 2007 belegte er bei der Sommer-Universiade ebendort mit 77,92 m den vierten Platz und schied anschließend bei den Weltmeisterschaften in Osaka mit 77,71 m in der Qualifikation aus. 2009 gewann er bei den Asienmeisterschaften in Guangzhou mit 80,08 m die Bronzemedaille hinter dem Japaner Yukifumi Murakami und seinem Landsmann Wang Qingbo und siegte kurz darauf bei den Ostasienspielen in Hongkong mit einem Wurf auf 80,41 m. Zuvor schied er bei den Weltmeisterschaften in Berlin mit 77,65 m in der Qualifikation aus. Im Jahr darauf wurde er bei den Asienspielen in Guangzhou mit 78,51 m Vierter und 2011 klassierte er sich bei den Asienmeisterschaften in Kōbe mit 75,22 m auf dem achten Platz. 2012 qualifizierte er sich für die Teilnahme an den Olympischen Spielen in London, verpasste dort aber mit 72,29 m den Einzug ins Finale. 2013 beendete er dann bei den Nationalspielen in Shenyang seine aktive sportliche Karriere im Alter von 30 Jahren.
In den Jahren 2007, 2008 und 2010 wurde Qin chinesischer Meister im Speerwurf.